# Pobřežnice jednokvětá

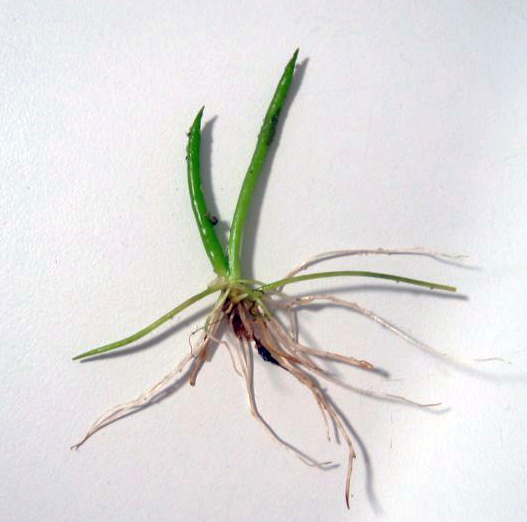
Mladá rostlina

Pobřežnice jednokvětá (Littorella uniflora) je drobná, víceletá, stálezelená bylina s jednopohlavnými květy. Je jediný druh z málo početného rodu pobřežnice rostoucí v České republice. Vyskytuje se ve dvou formách, vodní a pevninské, je schopná růst zcela ponořená ve vodě nebo na vlhké půdě. Má specifické ekologické požadavky, pro které se ji v české přírodě nevede a je považována za rostlinu blízkou vyhynutí.

## Rozšíření
Vyskytuje se téměř v celé Evropě, nejvíce v západní části, na Britských ostrovech, ve Francii, Beneluxu a Německu, na severu nesahá za Baltské moře. Směrem na jih a východ kontinentu se její hustota snižuje a končí zhruba na hranici s Asií, byla též zpozorována na severozápadě Afriky v Maroku.
V ČR rostla v minulosti v rybničních oblastech na desítkách vodních ploch, převážné na jihu a západě Čech. V současnosti je známa pouze z osmi míst, což jsou hlavně vodárenské nádrže a rybníky v okresech Jindřichův Hradec, Jihlava a Příbram.

## Ekologie
Vyskytuje se nejčastěji na obnažovaných rybničních dnech, podél písčitých břehů stojatých vod nebo v pravidelně zaplavovaných příkopech a kanálech. Potřebuje vysokou průhlednost vody, je přizpůsobená na pomalý růst ve vodách s minimem živin, nejlépe se ji daří na místech s písčitým nebo štěrkovitým substrátem ve kterém koření. Může růst ve vodním sloupci až 2 m vysokém, ideální hloubka je 40 až 60 cm. Je rostlinou schopnou žít ponořeně nebo střídavě obojživelně v závislosti na aktuální výšce hladiny. Zimní období přežívá se zelenými listy ponořená ve vodě v nezamrzné hloubce.
Při ponoření nekvete a proto potřebuje občasné vyschnutí vody, při kterém se vyvinou lodyhy s květy, vykvete a vytvoří se semena. Dochází k tomu například při letnění rybníků, vyschnutí odvodňovacích kanálů nebo snížení hladiny při delším suchu a zvýšeném vypařování. Terestrická forma může přežívat ve vlhku v blízkosti vody, kde kvete nejčastěji v květnu a červnu, rostlina rostoucí ve vodě vykvétá s poklesem vodní hladiny, obvykle v červenci až září. Vyskytují se i populace, které nekvetou a rozšiřují se pouze vegetativně.
Pobřežnice jednokvětá zajímavě zachází s kyslíkem a oxidem uhličitým. Kyslík transportuje do kořenů, tam způsobuje v okolí oxidaci a tím snáze přijímá živiny ze sedimentu. Naopak kořeny jímá ze sedimentu oxid uhličitý vznikající při rozkladu organických látek a využívá jej při fotosyntéze. Ploidie druhu je 2n = 24.

## Popis
Vytrvalá, stálezelená, jednopohlavná, jednodomá bylina s krátkým, tlustým oddenkem s mnoha tenkými kořínky. Z oddenku roste přízemní růžice šikmo vystoupavých, čárkovitých, zelených listů. Rostlina rostoucí pod hladinou vytváří dlouhé výběžky a dokáže vytvořit hustou spleť až do hloubky 4 m, listy má světlezelené, dlouhé až 12 cm a jen 3 mm široké. Rostlině na pevné zemi, s tmavozelenými listy dlouhými až 5 cm a širokými do 2 mm, vyrůstají z paždí listů kořenící plazivé výběžky.
Kvete jen vynořená rostlina, například vyrostlá ze semene při obnažení dna. Z úžlabí listů rostou krátké lodyhy, asi stejně dlouhé jako listy. Lodyha má na bázi dva vstřícně postavené samičí květy s kopinatými listeny a na vrcholu jeden květ samčí s vejčitým listenem uprostřed lodyhy. Květy jsou čtyřčetné, mají kalich, bělavou korunu a bývají 3 až 5 mm velké, samčí jsou o něco málo větší. Samčí květ s baňkovitou korunou má čtyři, až 2 cm dlouhé, ven čnící tyčinky se žlutými prašníky. Samičí květ s trubkovitou korunou má až 12 mm dlouhou čnělku přecházející v nitkovitou bliznu a dvoupouzdrý semeník, ve kterém dorůstá jediné vajíčko.
Plod je elipsoidní, tvrdá, hnědá nažka dlouhá 2,5 mm obalená zaschlým okvětím se zbytkem čnělky. Obsahuje několik asi 1,5 mm velkých semen.

## Rozmnožování
Kromě rozmnožováni semeny s dlouhou dobou životnosti se množí i vegetativně. Ponořené rostliny se šíří četnými výběžky, na jejichž koncích volně splývají drobné růžice dceřiných rostlin, při vlnobití se odtrhnou a jinde vytvoří novou kolonii. Obdobnými výběžky, tvořící na koncích kořenící růžice, se množí i pozemní rostliny.
Pokud je rostlina pod hladinou, nekvete. Je-li vynořená a ve vlhku, kvete v období od května do září, tehdy jedna rostlina vytvoří až 20 plodů. Semena jsou po krátkém vyschnutí schopna vyklíčit v následném roce, klíči pouze na světle. Rostlina nemusí kvést každý rok, semena si podržují životaschopnost i 30 let.

## Ohrožení
Pobřežnice jednokvětá je druh s úzkou ekologickou amplitudou. její výskyt je ohrožován zejména kvalitou vody a povolným zarůstáním stanoviště jinou vegetací. Intenzivní obhospodařování rybníků a vodohospodářské úpravy břehů ji silně ohrožují. Neprospívá ji eutrofizace vody, při které ona sama živiny z vody špatně přijímá, ale zato řasy a sinice intenzivně rostou a snižuji průsvitnost vody. Narůstající sediment pohřbívá semena do hloubky a ta při vyschnutí vody nejsou na světle a nevyklíčí.
Je ohrožená chovem ryb, kdy kapr obecný nebo lín obecný při hledání potravy ryjí ve dně a poškozují jemnou kořenovou strukturu. Ryby také čeří vodu a kal se usazuje na listech a snižuje množství přijímaného světla. Býložravý amur bílý se pobřežnicí jednokvětou dokonce s oblibou živí. Pro další přežití je nevhodná i krátká doba letnění rybníků, které by mělo trvat minimálně čtyři měsíce. První dva měsíce jsou nutné pro kvetení rostlin, další dva pro dozrání semen. Na ochranu před jejím úplným vyhynutím je ve "Vyhlášce MŽP ČR č. 395/1992 Sb. ve znění vyhl. č. 175/2006 Sb." a také v "Červeném seznamu cévnatých rostlin České republiky" z roku 2012 zařazena mezi kriticky ohrožené druhy (C1t, §1).